# Loi allemande sur le parti unique de 1933
La loi allemande sur le parti unique, ou pour reprendre son intitulé officiel, la « loi contre la formation de nouveaux partis » (en allemand : Gesetz gegen die Neubildung von Parteien) fait du  NSDAP le seul parti politique autorisé en Allemagne. 

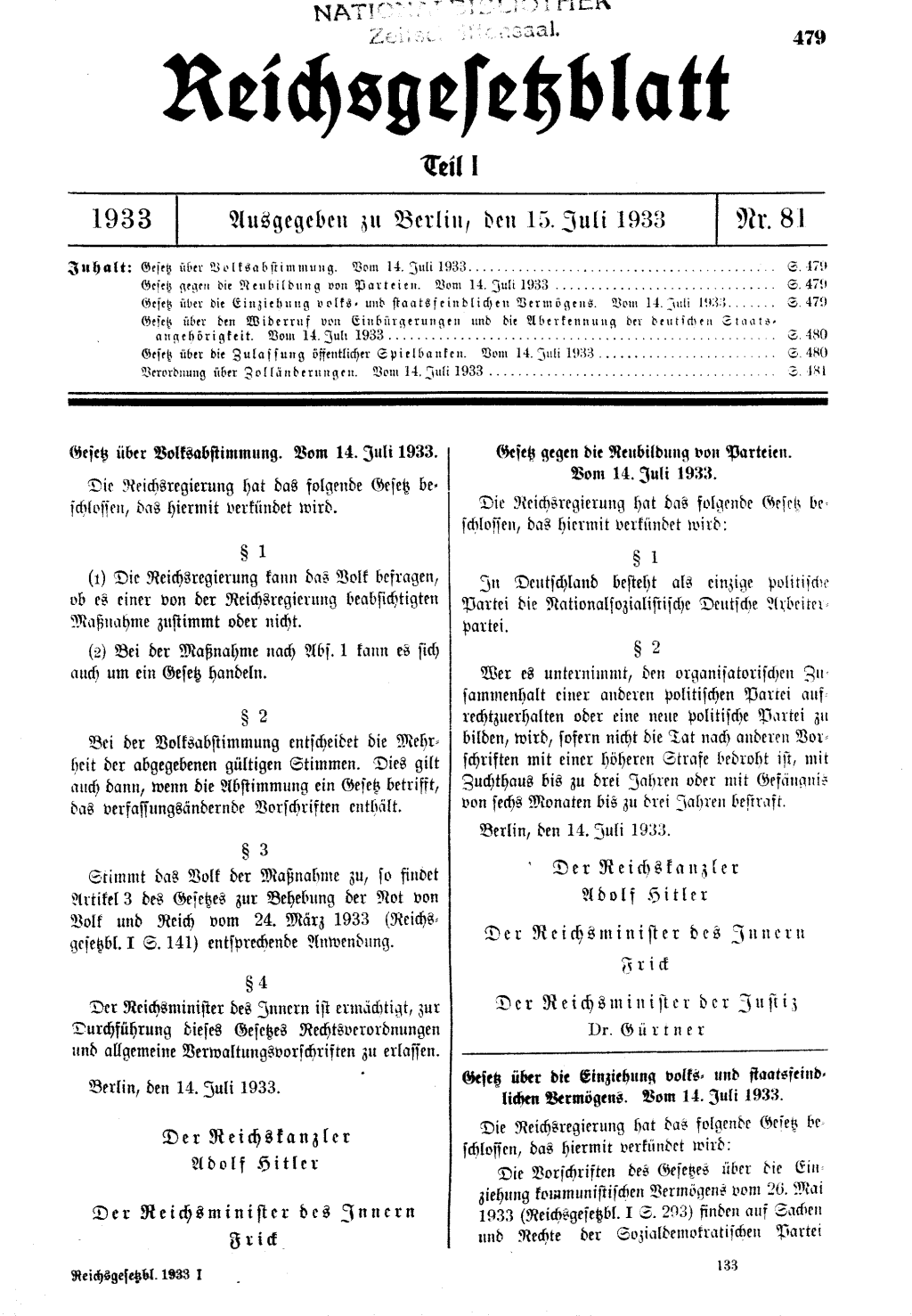
Reichsgesetzblatt du 15 juillet 1933.

## Dispositif
Cette loi est décidée par le gouvernement et non par le parlement, sur la base de la loi des pleins pouvoirs. Sa promulgation est signée par le chancelier Adolf Hitler et les ministres de l'Intérieur et de la Justice, Wilhelm Frick et Franz Gürtner. Datée du 14 juillet 1933, elle est publiée au Reichsgesetzblatt le 15. En Autriche, elle entre en vigueur après l'Anschluss, le 15 mars 1938.
La loi ne comporte que deux articles.
L'article 1er instaure le parti nazi comme parti unique en Allemagne. L'article 2 prévoit des peines de six mois à trois ans d'emprisonnement pour ceux qui collaborent au maintien des structures de partis interdits ou tentent de créer de nouveaux partis. Sur base de cette loi, de nombreuses personnalités politiques d'autres partis ont été condamnées à l'emprisonnement.
Le rôle central du parti nazi est confirmé par la Loi garantissant l'unité du Parti et de l'État du 1er décembre 1933, qui affirme en son article 1er que le parti nazi est le porteur du concept de l'État allemand et qu'il est inséparable de celui-ci.

## Abrogation
La loi sur le parti unique est abrogée via la loi no 1 du Conseil de contrôle allié du 20 septembre 1945 portant abrogation du droit nazi. En République fédérale allemande, l'article 123, § 1, de la loi fondamentale du 23 mai 1949, placé sous le titre des dispositions transitoires et finales, dispose que « le droit en vigueur antérieurement à la première réunion du Bundestag demeure en vigueur dans la mesure où il n'est pas contraire à la loi fondamentale ». De par cet article, la loi sur le parti unique, comme la Reichstagsbrandverordnung, la loi des pleins pouvoirs ou les lois de Nuremberg ne sont donc plus en vigueur, notamment en raison de la violation flagrante des articles 1 à 20 de la loi fondamentale, relatifs aux libertés publiques. En République démocratique allemande, la Constitution du 7 octobre 1949 abroge, via son article 144, les dispositions qui lui sont contraires et a une portée semblable à celle de l'article 123, § 1, de la loi fondamentale, qui s'applique à l'Allemagne réunifiée depuis le 3 octobre 1990. Les derniers vestiges de la loi sur le parti unique et d'autres textes inspirés ou adoptés par les nazis sont réduits à néant par la loi d'abrogation des peines nationales-socialistes injustes prévues dans le Code pénal du 25 août 1998, entrée en vigueur le 1er septembre 1998.